# لورنز هارت
لورنز هارت (انگلیسی: Lorenz Hart؛ زاده ۲ مهٔ ۱۸۹۵ درگذشته ۲۲ نوامبر ۱۹۴۳) یک موسیقی‌دان اهل ایالات متحده آمریکا بود. وی بین سال‌های ۱۹۱۹ تا ۱۹۴۳ میلادی فعالیت می‌کرد.